# وینتون (کالیفرنیا)
وینتون (به انگلیسی: Winton) یک منطقهٔ مسکونی در ایالات متحده آمریکا است که در شهرستان مرسد، کالیفرنیا واقع شده‌است. وینتون ۷٫۸۷۶ کیلومتر مربع مساحت و ۱۰٬۶۱۳ نفر جمعیت دارد و ۵۴ متر بالاتر از سطح دریا واقع شده‌است.